# Hubberts peak
Hubberts peak er en gruppe af teorier også kendt som peak oil, der beskæftiger sig med, hvor meget olie, der kan udvindes på længere sigt. Teorierne er opkaldt efter den amerikanske geofysiker Marion King Hubbert, der skabte en model for, hvor meget olie, der eksisterede på verdensplan, og hvornår udvindingsgraden ville toppe for derefter at aftage. Modellen blev præsenteret i en tekst knyttet til et foredrag i American Petroleum Institute, og med de antagelser, der blev gjort om det fremtidige energiforbrug og mulighederne for fremtidig brug af energi, blev det anslået, at olieproduktionen i USA ville toppe mellem 1965 og 1970, og at verdens olieproduktion ville toppe i år 2000. 
USA's olieproduktion toppede i 1971 og er konstant faldet siden da. Verdens olieproduktion toppede ikke i år 2000, og Hubberts oprindelige model var altså ikke præcis. Mange, der arbejder med at videreudvikle Hubberts oprindelige model mener, at dette primært skyldes, at modellen ikke tog højde for efterspørgslen på olie, der i 1973 og 1979 blev reduceret kraftigt ved OPECs aktioner, der skabte en oliekrise.
Eftersom olie er en begrænset ressource  er det klart, at der på et eller andet tidspunkt vil komme et toppunkt for verdens olieproduktion. Teorierne om Hubberts peak bygger på, at de elementer, der kunne forudsige, hvornår USA's produktion af olie ville toppe også vil kunne overføres på verdensplan. Mange forudsigelser, inklusive Hubberts oprindelige, har peget på tidspunkter for, hvornår verdens olieproduktion ville toppe. Flere af disse tidspunkter er passeret, og dette har ledt til en del kritik af metoden og anvendelsen af den.
Hubberts peak er omdiskuteret. Der er ganske vist udbredt enighed om, at olieproduktionen vil toppe for derefter at falde, men konsekvenserne af mindre olie omdiskuteret. Nogle mener, at konsekvenserne vil være yderst begrænsede, da markedsøkonomien vil komme udenom problemets kerne. Andre mener, at verdensøkonomien vil kollapse, da markedet ikke vil være i stand til at levere alternativer til olie, da sådanne ikke findes i tilpas stort omfang.
Nogle olieselskaber, økonomer og analytikere tvivler på, at Hubbert's peak vil få væsentlig indflydelse på verden. Olieselskabet Chevron har dog lavet en oplysningskampagne om at olieproduktionen kan toppe og falde , og BP tog i år 2000 navneforandring fra British Petroleum til det nuværende BP. 

## Hvornår indtræffer Hubberts peak
En stadigt større gruppe af teoretikere mener, at peaket allerede er forekommet. Colin Campbell fra ASPO mener, at toppunktet kom i foråret 2004, og Kenneth S. Deffeyes forudså i sin bog Beyond Oil – The View From Hubbert's Peak, at peaket ville indtræffe på taksigelsesdag 2005. Deffeyes mener nu, at verdens produktion rent faktisk toppede 16. december 2005 . Mange mente, at dette markerede en overgang til en situation, hvor verdens olieproduktion ville være for nedadgående.
Det amerikanske militærs ingeniørkorps (The Army Corp. of Engineers) udgav i september 2005 en rapport der konkluderede at olien under alle omstændigheder ville peake et sted imellem 2005 og 2020. Rapporten konkluderer, at olien højest sandsynligt ville peake i 2005. Hertil læner de sig op af en række forskere: Colin Campbell, Jean Laherrere, Brian Fleay, Roger Blanchard, Richard Duncan, Walter Youngquist, og Albert Bartlett . En konsekvens af denne rapport er, at det amerikanske militær i højere grad end tidligere er begyndt at installere alternative energikilder omkring baser i USA .
Hubberts peak omhandler dog ikke kun olie. Naturgas ligger ifølge tilhængere af Hubberts peak-teorien også under for den samme logik. Naturgas kan dog ikke så let som olie transporteres over lange afstande, så et peak i produktionen af naturgas vil have mere lokale konsekvenser. Det fremføres, at Nordamerikas gasproduktion toppede i 2003 og at produktionen i Nordsøen også netop er toppet.

## Hubberts oprindelige teori
Hubbert fremstillede en matematisk model for olieudvinding, der forudså, at den mængde olie, der er udvundet på ethvert tidspunkt vil følge en logisitisk kurve. Det medfører, at udvindelsen på et tidspunkt teoretisk vil tilsvare hældningen på kurven. Kurven over udvindelsen kan ses på modellen til højre. 
Hvis man kender tidligere tiders olieproduktion og ikke tager højde for exogene faktorer, såsom mangel på efterspørgsel, så kan teorien anvendes til at forudsige, hvornår den maximale olieproduktion indtræffer for et oliefelt, flere oliefelter, en region eller for hele verden. Toppunktet for kurven er kendt som Hubberts peak. 
Når oliereserver opdages er den tidlige produktion fra kilderne lav, fordi den nødvendige infrastruktur ikke er til stede. Når der installeres mere effektive faciliteter og laves flere boringer ved den samme oliekilde stiger produktion. På et tidspunkt opnås den maksimale mængde, der kan udvindes af en kilde, og derefter aftager produktionen langsomt, men med stigende hastighed. Efter peaket, men før en kilde er tom, kommer der et punkt, hvor det koster mere energi at udvinde yderligere olie end der ultimativt kan udvindes af olien. Herefter vil det normalt ikke være værd at udvinde yderligere olie.
Hubberts originale teori forholdt sig til en "teoretisk, ubegrænset provins", og teorien tager altså ikke højde for eksempelvis miljøregulering eller for efterspørgselsbegrænsninger. Flere teoretikere har efterfølgende forsøgt at tilpasse Hubberts peak-teorien efter dette.

## Udviklingen af Hubberts peak-teorien
Eftersom fossile brændstoffer af langt de fleste opfattes som en begrænset ressource bliver det på et tidspunkt i fremtiden nødvendigt at finde alternative brændstoffer. Den mest almindelige kritik af Hubberts peak-teorien går derfor ikke på, at et toppunkt for produktionen vil indtræffe, men på at dette toppunkt ikke vil komme snart, og at toppunktet ikke nødvendigvis bliver så kraftigt som Hubberts model forudsiger. Som ved andre matematiske modeller er modellens præcision afhængig af modellens validitet og kvaliteten af de data, modellen anvendes på. Hvis variable antages forkert, så bliver forudsigelsen forkert.
I 1971 anvendte Hubbert de eksisterende høje og lave estimater for verdens oliereserver for at fremsige, at den globale olieproduktion ville toppe mellem 1995 og 2000. ASPO har udregnet, at produktionen af konventionel olie toppede i 2004, og teoriens tilhængere antager, at især oliekrisen i 1973 har påvirket den oprindelige models nøjagtighed. Også oliekrisen i 1979 og prisstigningerne i forbindelse med Irakkrigen i 2003 har medført tilsvarende konsekvenser for olieforsyningen, og recessionen i starten af 1980'erne og 1990'erne medførte en mindskelse i olieefterspørgslen. 
ASPOs model tager udgangspunkt i moderne estimater for de kendte oliereserver, estimater for fremtidige oliefund, estimater om stigende olieefterspørgsel og den nuværende kendte teknologi, og baserer herpå deres forudsigelse om, at verdens olieproduktion vil toppe omkring år 2010. Naturgas forventes at toppe et sted mellem 2010 og 2020 (Bentley, 2002).
USGS, (United States Geological Survey, De forenede Staters Geologiske Undersøgelser) anslår, at der findes nok olie til at fortsætte den nuværende produktion i 50 til 100 år. . Tilhængere af Hubberts peak-teorien anklager denne antagelse for at anvende kendte oliereserver som målestok, et tal, der overvurderer fremskrivninger af allerede kendte oliefund og undervurderer betydningen af nye fund. 
Ifølge EIA er fremskrivninger af internationale reserveestimater baseret på "ikke-tekniske overvejelser der giver mulighed for national udbudsvækst til det niveau, der er nødvendigt for at nå de forudsete efterspørgselsstigninger" (Annual Energy Outlook 1998 With Projections to 2020). Fremskrivningerne brugt til modellen er altså udelukkende baseret på forventninger om fremtidig efterspørgsel.

## EROEI
EROEI er en forkortelse for Energy Return on Energy Invested, et mål for, hvor meget energi, der anvendes til at udvinde en energiform. I midten af 1800-tallet gav de største oliefelter omkring 50 tønder olie for hver tønde, der blev anvendt til udvindelse, transport og raffinering af en tønde olie. Dette tal er faldende over tid, og for øjeblikket udvindes der 1-5 tønder olie for hver tønde, der anvendes i processen. Dette fald skyldes dels, at der skal anvendes mere energi til at udvinde olie, når en kilde er nået over toppunktet, dels at der skal anvendes mere energi til at udvinde ikke-konventionelle former for olie, dels at tallet er lavere for mindre oliekilder.

## Konsekvenserne af en oliekrise
Vi er i dag i den vestlige verden yderst afhængige af olie. Den økonomiske vækst har siden den industrielle revolution i høj grad været bundet op på brugen af olie og andre fossile brændstoffer. Næsten alle er enige om, at der kun er en begrænset mængde af fossile brændstoffer, og at de fossile brændstoffer må erstattes med alternative energikilder i fremtiden. Men der er stor uenighed om, hvornår de fossile brændstoffer vil slippe op, hvordan de fossile brændstoffer skal erstattes og hvor svært det vil blive.

### Katastrofe
Nogle mener, at dalende olieproduktion vil have en drastisk indflydelse på den menneskelige kultur og det moderne samfund. Vi er i dag afhængige af olie, både som brændstof, som en del af forskellige produktionsformer (f.eks. produktionen af plastik) og som et væsentligt element i moderne landbrugsproduktion. Der findes ikke et alternativ til olien, der har alle de egenskaber som olien har, hvorfor en verdensomspændende økonomisk krise vil blive konsekvensen.

### Recession
Nogle mener, at de stigende oliepriser vil medføre en verdensomspændende recession, dels direkte på grund af den højere energipris, dels indirekte på grund af de store transitionsomkostninger, der er forbundet med en overgang til alternative energiformer.

### Teknologien som redning
Nye teknologier kan grundlæggende have tre effekter. 
1. For det første kan ny teknologi sikre, at vi er i stand til at udvinde mere olie – enten ved at være i stand til at pumpe større mængder af olie i det enkelte borefelt op, eller ved at gøre os i stand til at bore efter olie på mere vanskeligt tilgængelige steder. Meget af den eksisterende olie (især ukonventionelle olieformer, såsom tung olie og tjæresand) kan i dag ikke udvindes uden energitab – der skal bruges mere energi på at udvinde olien end olien reelt kan give. Ny teknologi kan måske afhjælpe dette.
2. For det andet kan ny teknologi gøre vores anvendelse af olien mere effektiv. Biler kan i dag køre langt længere per liter benzin end tilfældet var tidligere, ligesom produktionen af benzin ikke er så afhængig af olie som før. Spørgsmålet er imidlertid, om dette har den ønskede effekt. I den industrialiserede verden har øget energieffektivitet haft den konsekvens, at der paradoksalt nok er blevet anvendt mere energi. Dette fænomen er kendt som Jevons' paradoks.
3. For det tredje kan nye teknologier forbedre vores udnyttelse af alternative energiformer, såsom vedvarende energi eller atomkraft.

## Alternative kilder til olie
Alternativerne til olie er andre energiformer, der kan anvendes i en eller flere af de situationer, man i dag anvender olie i. Dette inkluderer: som energikilde til elektricitetsproduktion, som transportbrændstof, som opvarmning, som en ingrediens i plastik, pesticider, medicin og gødning og som smøremiddel.
Alternativerne inkluderer blandt andet tjæresand, olieskifer og former for syntetisk olie.
Syntetisk olie kan blandt andet fremstilles af kul ved Fischer-Tropsch processen, og har den store fordel, at det kan bruges direkte i almindelige brændstofsmotorer. Processen blev brugt under 2. verdenskrig af Tyskland og blev under Apartheid-styret i Sydafrika brugt til at producere olie (i begge tilfælde på grund af, at olie ikke kunne fremskaffes på grund af handelsrestriktioner). Mere end 50% af benzinen brugt i Sydafrika bliver produceret af kul.
De, der mener, at olieproduktionen står overfor et toppunkt indenfor de nærmeste år mener, at alternativerne til konventionel olie ikke vil være til stede i tilpas stort omfang, når olieproduktionen topper. De, der mener, at olieproduktionen først vil toppe om 20-100 år mener ikke, at det bliver et problem at udvikle produktionen af alternativer tilpas tidligt.

## Kritik af Hubberts peak-modellen
Nogle olieøkonomer, såsom Michael Lynch hævder, at der ikke vil komme et stærkt fald i olieproduktionen i forbindelse med Hubberts peak. Modellen kan, ifølge Lynch, ikke anvendes på globalt niveau, fordi der er stor forskel på, hvordan man offentliggør oliereserver, og at politisk/militær indflydelse medfører, at toppunktet ikke vil få indflydelse på alle lande .
Kritikere som Leonardo Maugeri peger på, at stifteren af ASPO, Colin Campbell, har forudsagt peak i den globale olieproduktion i både 1989 og 1995 på grund af de på det tidspunkt eksisterende estimater. Maugeri hævder, at næsten alle estimater ikke tager højde for ukonventionel olie, selvom disse ifølge Maugeri findes i gigantiske mængder og at omkostningerne ved udvinding er faldende på grund af bedre teknologi. Endelig fremfører Maugeri, at udvindingsgraden for de enkelte kilder er steget fra omkring 22% i 1980 til 35% i dag på grund af bedre teknologi, og han forudser, at denne udvikling vil fortsætte. 
En mere generel kritik er, at udbuddet af olie kan være priselastisk, både på kort og på langt sigt. Højere priser kan øge produktionen og brugen af mere omkostningsrige udvindingsprocesser. Stigende oliepriser kan altså over tid medføre øgede investeringer i olieudvinding. Dette kan dog medføre, at peaktidspunktet udskydes, men til gengæld bliver mere drastisk, når det indtræffer.
Den mest gennemgående kritik er dog en kritik af de konsekvenser, tilhængere af Hubberts peak fremkommer med. De, der anvender teorien, mener generelt, at verden står overfor en udfordring, der kan medføre en katastrofe og i bedste fald kun en voldsom recession. Især finder mange kritikere, at ny teknologi kan medføre, at konsekvenserne af et peak kan negligeres. Dette kombineres som regel med en tro på, at peaket ikke er nært forestående, men visse mener dog, at markedet vil sikre, at alternativer til olie opbygges med stor hast, når olien bliver tilpas dyr.

## Fodnoter
1. ↑  Hubberts originale tekst kan læses på www.hubbertpeak.com Arkiveret 27. maj 2008 hos  Wayback Machine.
2. ↑  Se dog teorien om abiotisk olie
3. ↑  "Chevrons kampagne". Arkiveret fra originalen 8. januar 2007. Hentet 29. april 2021.
4. ↑  "bp: Beyond Petroleum?". Arkiveret fra originalen 8. februar 2009. Hentet 21. marts 2006.
5. ↑  "Hubbert's Peak, Current Events". Arkiveret fra originalen 9. april 2016. Hentet 21. marts 2006.
6. ↑  Rapporten kan læses i sin helhed her Arkiveret 25. maj 2006 hos  Wayback Machine.
7. ↑  Rapport fra www.fromthewilderness.com Arkiveret 29. maj 2006 hos  Wayback Machine.
8. ↑  Helt særlige omstændigheder kan dog gøre sig gældende, f.eks. kan man forestille sig, at man anvender en mindre værdifuld energiform til at udvinde olien med. Man ville så anvende olieboringen til at "veksle" energiformer med hinanden.
9. ↑  Central Energy Resources Science Center, USGS-ERP
10. ↑  "Annual Energy Outlook 1998" (PDF). Arkiveret fra originalen (PDF) 4. november 2005. Hentet 21. marts 2006.
11. ↑  Rebuttal of Hubbert' claims